# Япиг

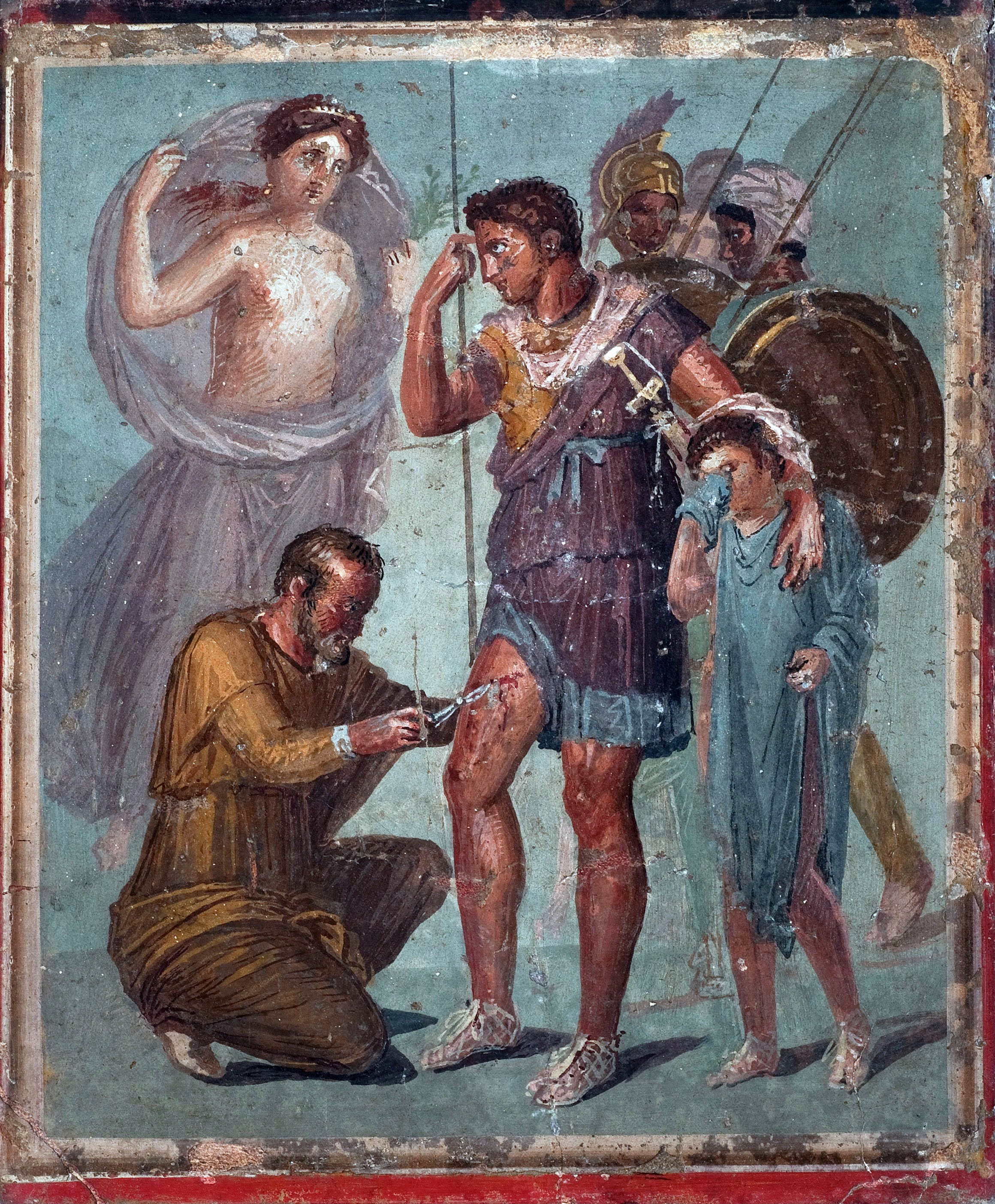
Япиг вынимает наконечник стрелы из ноги Энея, пока его сын, Асканий, плачет рядом с ним. Античная фреска из Помпей

Я́пиг (Иа́пикс, Иа́пиг, др.-греч. Ἰάπυξ, Ἰάπυγας) — персонаж древнегреческой мифологии. По одной версии, сын Дедала и критской женщины. Предводитель критян, поселившихся в Италии. Его именем назван народ япигов. По другой версии, сын аркадца Ликаона, переселившийся в Италию, его именем назван народ. Согласно Вергилию, он — сын Иасия и возлюбленный Аполлона, который научил его врачеванию. Япиг излечил Энея с помощью Венеры.
Также Япигом именовался холодный и сухой северо-западный ветер.